# 1965: Their First Recordings
1965: Their First Recordings è il secondo EP del gruppo musicale britannico Pink Floyd, pubblicato il 27 novembre 2015 dalla Parlophone.

## Storia
Distribuito esclusivamente nel Regno Unito in occasione dell'annuale Record Store Day e in tiratura limitata a 1000 copie, contiene le prime registrazioni tenute dal gruppo nel 1965, anno in cui alternava ancora i nomi Tea Set, Pink Floyd e talvolta Pink Floyd Sound, e che comprendeva in formazione anche un quinto componente, Rado Klose. L'EP rappresenta di fatto l'unica pubblicazione ufficiale dei Pink Floyd con il chitarrista.

## Brani
Dei sei brani presenti, quattro brani sono stati composti da Syd Barrett, uno da Roger Waters e uno è una reinterpretazione di I'm a King Bee di Slim Harpo; tale cover, insieme al brano Lucy Leave, apparve originariamente in un mini-CD presente nel libretto tascabile A Fish Out of Water.
Uno dei brani composti da Barrett, Double O Bo, è stato descritto da Mason in un'intervista come una sorta di incrocio tra Bo Diddley e il tema di James Bond. Il brano invece composto da Waters, Walk with Me Sydney, trae ispirazione dal brano Work with Me, Annie di Hank Ballard e ha visto la partecipazione vocale di Juliette Gale, all'epoca compagna di Richard Wright.

## Tracce
Lato A
1. Lucy Leave – 2:53 (Syd Barrett)

Lato B
1. Double O Bo – 3:25 (Syd Barrett)
2. Remember Me – 2:45 (Syd Barrett)

Lato C
1. Walk with Me Sydney – 3:11 (Roger Waters)

Lato D
1. Butterfly – 2:59 (Syd Barrett)
2. I'm a King Bee – 3:07 (Slim Harpo) – originariamente interpretata da Slim Harpo

## Formazione
Gruppo
- Syd Barrett – voce, chitarra
- Rado Klose – chitarra
- Roger Waters – basso, voce
- Richard Wright – tastiera
- Nick Mason – batteria

Altri musicisti
- Juliette Gale – voce in Walk with Me Sydney